# Dražkovce
Dražkovce (allemand : Andreas-Josef, hongrois : Draskócvölgye) est un village de Slovaquie situé dans la région de Žilina.

## Histoire
La première mention écrite du village date de 1260.

## Démographie

### Évolution de la population
| Année:               | 1994. | 2004.    | 2014.    | 2024.    |
| -------------------- | ----- | -------- | -------- | -------- |
| Nombre de personnes: | 498   | 571      | 936      | 1063     |
| Différence:          |       | +14,65 % | +63,92 % | +13,56 % |

| Année:               | 2023. | 2024.   |
| -------------------- | ----- | ------- |
| Nombre de personnes: | 1068  | 1063    |
| Différence:          |       | -0,46 % |